# Gustav Lindau
Gustav Lindau (ur. 2 maja 1866 w Dessau, zm. 10 października 1923 w Berlinie) – niemiecki botanik i mykolog.

## Życiorys
Gustav Lindau studiował historię naturalną w Heidelbergu, a następnie na Uniwersytecie Berlińskim. W 1888 obronił pracę doktorską o apotecjach porostów. W 1890 został dyrektorem ogrodu botanicznego w Münster i asystentem Juliusa Oscara Brefelda. W 1892 został asystentem w Berlińskim Ogrodzie Botanicznym. Habilitację uzyskał w 1894, a w 1902 został profesorem.
W naukowych nazwach opisanych przez niego taksonów dodawane jest jego nazwisko Lindau. Na jego cześć nadano nazwę rodzajom roślin Lindauea i Lindauella. G. Lindau zgromadził zielnik, który znajdował się w ogrodzie botanicznym w Berlinie, uległ jednak częściowemu zniszczeniu.

## Wybrane publikacje
- Gustav Lindau and Paul Sydow, Thesaurus literaturae mycologicae et lichenologicae, (1908–1917, 5 volumes)
- Gustav Lindau, Kryptogamenflora für Anfanger (Cryptogam flora for Beginners), (1911–1914, 6 volumes)
- Gustav Lindau, Hilfsbuch für das Sammeln parasitischer Pilze, 1901
- Gustav Lindau, Hilfsbuch für das Sammeln der Ascomyceten, 1903
- Gustav Lindau, Die Pilze Deutschlands: Fungi imperfecti: oerste Hälfte, Kryptogamen-Flora, 1904—1907
- Gustav Lindau, Die Pilze Deutschlands: Fungi imperfecti: zweite Hälfte, Kryptogamen-Flora, 1907—1910